# Saint-Martin-du-Bois (Żyronda)
Saint-Martin-du-Bois – miejscowość i gmina we Francji, w regionie Nowa Akwitania, w departamencie Żyronda.
Według danych na rok 1990 gminę zamieszkiwało 529 osób, a gęstość zaludnienia wynosiła 54 osób/km² (wśród 2290 gmin Akwitanii Saint-Martin-du-Bois plasuje się na 692. miejscu pod względem liczby ludności, natomiast pod względem powierzchni na miejscu 1074.).